# 민주주의의 파도
정치학에서 민주주의의 파도 또는 민주화의 물결은 역사적으로 발생한 주요 민주주의 확산을 의미한다. 이 용어는 최소한 1887년경에 등장했지만, 하버드 대학교의 정치학자 사무엘 P. 헌팅턴에 의해 대중화되었다. 그는 저널 오브 데모크라시(Journal of Democracy)에 게재된 기사와 1991년에 출간된 그의 저서 『제3의 물결: 20세기 후반의 민주화』에서 이를 자세히 설명했다. 민주화의 물결은 대국들 사이의 권력 분포의 갑작스러운 변화와 연관되어 있으며, 이는 국내 개혁을 도입할 수 있는 기회와 동기를 제공했다.
학자들은 민주화의 물결의 정확한 수에 대해 논쟁을 벌이고 있다. 헌팅턴은 세 가지 물결을 설명한다: 19세기의 첫 번째 "느린" 물결, 제2차 세계대전 이후의 두 번째 물결, 그리고 1970년대 중반에 남유럽에서 시작된 세 번째 물결이 라틴 아메리카와 아시아로 이어졌다. 그의 저서에서는 소련 블록의 붕괴를 다루지 않지만, 많은 학자들은 "세 번째 물결"에 1989년에서 1991년 사이의 민주화 전환을 포함시켰다. 토론토 대학교의 세바 구니츠키(Seva Gunitsky)와 같은 다른 학자들은 18세기부터 아랍의 봄(2011-2012)까지 13개의 물결을 언급했다. 학자들은 또한 여성 참정권을 고려할 때 민주주의의 물결이 거의 사라진다는 점을 지적했다. 더욱이 일부 국가들은 그 위치를 상당히 극적으로 변화시켰다. 예를 들어, 일반적으로 첫 번째 물결의 일부로 포함되는 스위스는 1971년까지 여성에게 투표권을 부여하지 않았다.

## 정의
헌팅턴은 1991년 저서 '제3의 물결'에서 민주주의 물결을 "특정 기간 내에 일어나고 그 기간 동안 반대 방향으로의 전환보다 훨씬 더 많은 비민주적 체제에서 민주주의 체제로의 전환의 그룹"으로 정의했다(헌팅턴 1991, 15)
Mainwaring과 Aníbal Pérez-Liñn(2014, 70)은 유사한 정의를 제공한다: "경쟁 체제(민주제 및 반민주제)의 비율이 지속적이고 상당한 증가가 있는 모든 역사적 기간"
구니츠키(2018)는 민주주의 물결을 시도되거나 성공적인 민주적 전환의 클러스터링으로 정의하며, 이 클러스터의 전환 간의 연결과 결합된다.

## 헌팅턴의 세가지 물결

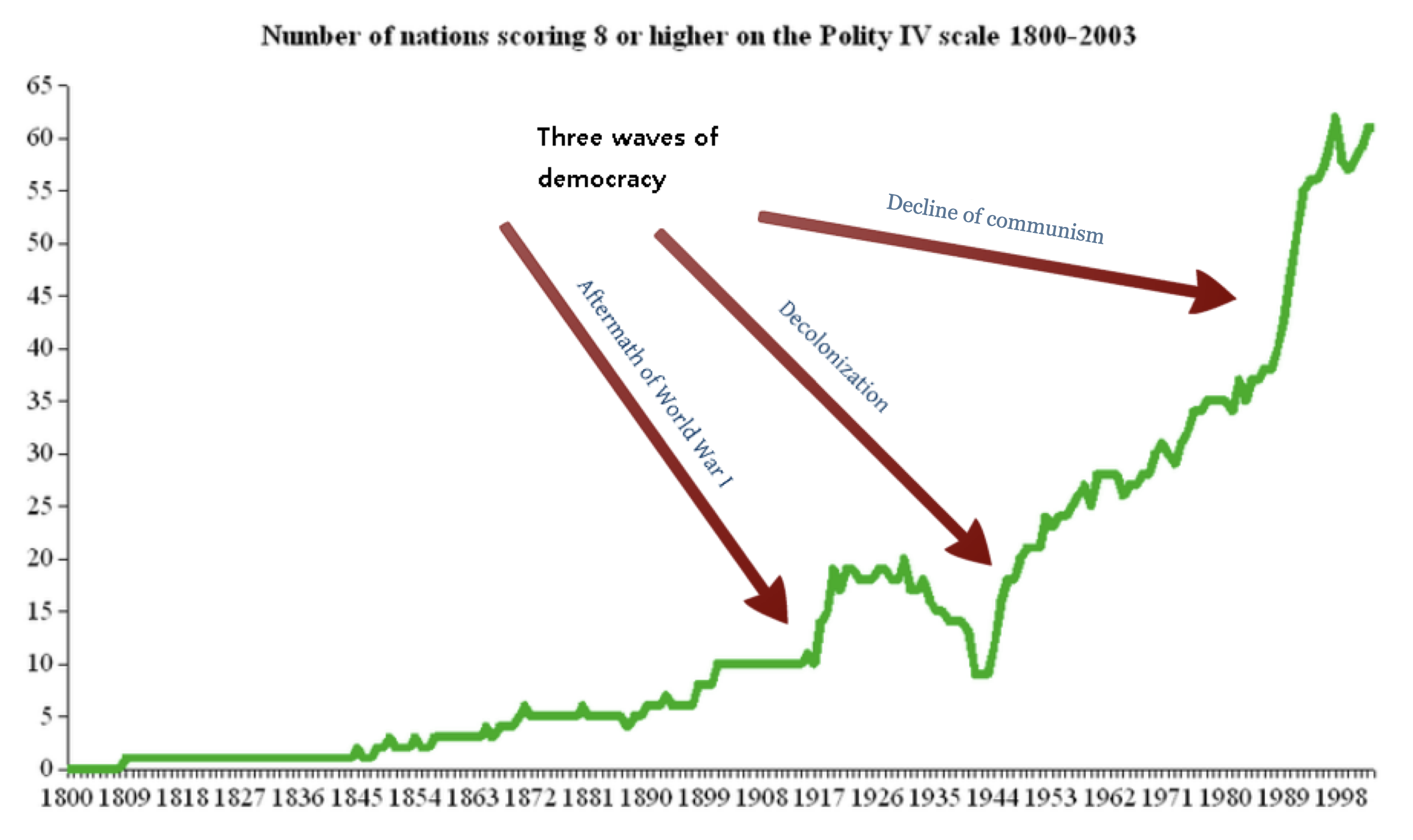
민주주의의 세가지 물결

### 첫번째 물결
민주주의의 첫 번째 물결 (1828–1926)은 미국에서 대다수의 백인 남성 ("잭슨 민주주의")에게 참정권이 주어졌던 19세기 초에 시작되었다. 1900년 이전에 프랑스, 영국, 캐나다, 호주, 이탈리아 및 아르헨티나, 그리고 다른 몇몇 국가들이 그 뒤를 이었다. 1918년 러시아, 독일, 오스트리아 및 오스만 제국이 붕괴된 후, 그 절정에 이르렀을 때, 제 1차 물결에는 세계에서 29개의 민주주의 국가가 있었다. 역전은 1922년 베니토 무솔리니가 이탈리아에서 권좌에 올랐을 때 시작되었다. 붕괴는 주로 민주주의를 체계적으로 거부하는 팽창주의 공산주의, 파시스트 및 군국주의적 권위주의 또는 전체주의 운동의 공격적인 상승에 대항할 수 없었던 새로 형성된 민주주의 국가들에 영향을 미쳤다. 제 1차 물결의 최저점은 세계의 민주주의 국가의 수가 단지 12개로 떨어졌던 1942년에 왔다.

### 두번째 물결
제2차 세계대전에서 연합군이 승리한 후 제2차 세계대전이 시작되었고, 거의 20년 후인 1962년에 전 세계에서 36개의 민주주의 국가가 인정받았다. 제2차 세계대전은 이 시점에서 쇠퇴했고, 1962년에서 1970년대 중반 사이에 총 30개의 민주주의 국가로 감소했다.

### 세번째 물결
세 번째 물결은 1974년 포르투갈의 카네이션 혁명과 1970년대 후반 스페인의 민주주의로의 이행으로 시작되었다. 그 후 1980년대 라틴 아메리카, 1986년부터 1988년까지 아시아 태평양 국가들(필리핀, 한국, 대만), 소련 붕괴 후 동유럽, 1989년에 시작된 사하라 사막 이남의 아프리카에서 역사적인 민주주의 이행이 뒤따랐다. 일부 지역의 민주주의 확장은 놀라웠다. 라틴 아메리카에서는 1978년까지 콜롬비아, 코스타리카, 베네수엘라만이 민주화되었고, 물결이 20개국을 휩쓸었던 1995년에는 쿠바와 아이티만이 권위주의적인 상태를 유지했다.
헌팅턴은 새로운 민주주의 국가들 중 4분의 3이 로마 가톨릭 국가들이었고, 대부분의 개신교 국가들은 이미 민주주의 국가였다고 지적한다. 그는 1962년 바티칸 공의회를 강조하는데, 이 의회는 교회를 기존 질서의 수호자들로부터 전체주의의 반대자로 바꾸어 놓았다.
파동이 일어나는 동안 민주주의로의 이행이 진행되거나 진행된 국가들은 때때로 민주주의의 역주행을 당하기도 한다. 정치학자와 이론가들은 이전 국가들이 1, 2차 파동에서 그랬던 것처럼 2003년 현재 3차 파동이 정점에 이르렀고 곧 잦아들기 시작할 것이라고 믿고 있다. 2001년 9월 11일 미국에 대한 공격 이후 "테러와의 전쟁"이 시작된 직후의 기간 동안, 일부 역주행이 잇따랐다. 그 침식이 얼마나 중요하거나 지속될 것인지는 여전히 논쟁의 대상이다. 포르투갈, 스페인, 한국, 대만을 포함한 제3파동 국가들은 역주행이 아니라 완전히 통합된 민주주의 국가가 되었다. 2020년 현재 그들은 심지어 민주주의 국가들보다 훨씬 더 오랜 역사를 가진 많은 국가들보다 더 강한 민주주의 국가를 가지고 있다.

## 아랍의 봄
전문가들은 아랍의 봄이라고 알려진 현상인 중동과 북아프리카의 몇몇 독재 정권의 붕괴를 동유럽의 소련 붕괴 이후의 사건들과 연관시켰다. 두 현상 사이의 유사성은 제 4의 민주화 물결에 대한 희망을 불러일으켰다. 그러나 전환이 명백하게 시작된 지 몇 달 후, 아랍의 정치적 개방의 대부분이 닫혔고, 피할 수 없는 후퇴를 야기했다. 특히 이집트에서, 군대에 의해 통제되는 정부는 어떤 식으로든 민주화 전환을 촉진하지 않았다. 반대로, 이집트는 평화적인 시위자들을 체포하고 군사 재판소에서 그들을 시도함으로써 반란을 침묵시키려고 노력했다.
구체적인 예는 이집트 블로거인 마이켈 나빌(Maikel Nabil)의 이야기로 제공된다. 모든 영향을 받은 국가의 퇴행과 위기의 주요 원인은 부패, 실업, 사회적 불평등 및 독재 정치 시스템에 기인한다.
분명히 해결할 수 없는 상황에도 불구하고, 반기문 행정부의 유엔은 정부와 시위자들 사이에서 중재자로 일하려고 노력했다. 정치학자 래리 다이아몬드는 아랍 세계의 민주적인 전환에서 미국의 역할이 기본이라고 주장했다.
디지털 미디어는 봉기에 유리한 조건을 만드는 데 큰 역할을 했고, 주요 점화 사건을 알리는 데 도움을 주었고, 봉기와 그 확산을 촉진했다. 그러나 디지털 미디어는 이것을 혼자서 또는 몇몇 관측자들이 주장하는 것처럼 갑자기 하지 않았다. 하워드와 후세인에 따르면, 아랍의 봄 이야기는 인터넷 접속과 휴대전화가 북아프리카와 중동을 통해 빠르게 퍼지면서 10여 년 전에 시작되었다. 이집트, 튀니지, 바레인 봉기에서는 인터넷 접속이 가능한 부유하고 힘 있는 시민들이 주로 큰 역할을 했다. 시간이 지나면서, 정권에 대한 온라인 비판이 더 대중적이고 보편화되었고, 아랍의 봄의 발판이 되었다. 디지털 미디어는 또한 여성과 소수자들이 정치적인 토론에 참여할 수 있도록 했고, 궁극적으로 시위와 혁명이 뒤따랐다.
경험적 근거로 학자들은 아랍의 봄이 뚜렷한 민주적 물결로 간주되는지 여부에 대해 이의를 제기하고 있는데, 튀니지는 봉기 이후 반안정적인 민주국가로 성공적으로 통합된 유일한 아랍의 봄 국가이기 때문이다(민주주의 평가 기관인 프리덤 하우스에 따르면 2020년 기준). 카이스 사이드가 대통령에 취임한 이후 튀니지는 시민들이 누리는 민주적 자유가 감소하고 있다.

## 2019년 이후 시위
2019년 이후 전 세계적인 시위는 인종 평등, 인권, 자유, 민주주의 및 사회 정의에 초점을 맞춘 민주주의 운동에 활력을 불어넣고 있다.
2018~2022년 아랍 시위
2019~2020년 홍콩 시위
2020~2021 벨라루스 시위
2019~2022 칠레 시위
2019-2020 이란 시위, 2021-2022 이란 시위, 마하사 아미니 시위
2020 #SARS 시위 종료
2020년~2021년 태국 시위
2021~2023년 미얀마 시위
조지 플로이드 시위
코로나19 범유행 대응 반대 시위, 2022년 중국 코로나19 시위
2022년 카자흐스탄 시위
2022년 스리랑카 시위
2023~2024년 그루지야 시위

## 다른 물결들
2018년 토론토 대학의 세바 구니츠키(Seva Gunitsky )는 정치에 대한 관점(Perspectives on Politics)의 연구에서 민주주의의 13가지 물결을 확인했다. 그의 주요 기준은 절대 통치에 대한 거부이다. 이에 비해 헌팅턴(Huntington)은 대다수의 남성에게 훨씬 더 좁은 투표권 기준을 사용했다.
대서양 파도 (1776–1798)
라틴 아메리카 독립 전쟁 (1809–1824)
제1차 헌법 파동 (1820–1821)
낭만주의-국민주의 물결 (1830–1831)
국가의 봄 (1848–1849)
제2차 헌법 파동(1905~1912)
제2차 세계 대전 이후의 물결 (1919–1922)
제2차 세계대전 후의 파동 (1945–1950)
아프리카 탈식민화 물결 (1956-1968)
제3의 물결(1974~1988)이라고도 불리는 현대화 물결
포스트소비에트 파동 (1989~1992)
컬러 레볼루션(2000~2007)
아랍의 봄 (2011-2012)

## 참고 항목
민주주의의 역사
민주적 전환

## 참조
모스, 앤슨 D. (1887). "이별의 원인". 정치학 계간. 2(3): 470–493. 도이: 10.2307/2139185. JSTOR 2139185.
구니츠키, 세바(2014). "충격에서 물결로: 20세기 헤게모니적 전환과 민주화" 국제기구. 68(3): 561–597. 도이: 10.1017/S0020818314000113. ISSN 0020-8183. S2CID 232254486.
구니츠키, 세바(2017). 여진. 프린스턴 대학 출판부. ISBN 978-0-691-17233-0.
해거드, 스테판; 카우프만, 로버트 R. (2016). "제3의 물결 동안의 민주화". 정치학 연례 리뷰. 19 (1): 125–144. 도이: 10.1146/annurev-polisci-04214-015137. ISSN 1094-2939.
구니츠키, 세바(2018). "역사적 관점의 민주적 물결" 정치에 대한 관점 16(3): 634–651. doi: 10.1017/S1537592718001044. ISSN 1537-5927. S2CID 149523316.
팩스턴, 파멜라 (2000). "민주주의 측정에서의 여성 참정권: 운영화의 문제" 비교 국제 개발 연구 35(3): 92-111
메인워링, 스콧; 페레스-리안, 아니발(2014년 9월 21일). 라틴 아메리카의 민주주의와 독재: 출현, 생존, 그리고 몰락. 케임브리지 대학 출판부. 도이:10.1017/CBO9781139047845. ISBN 9780521190015.
헌팅턴, 제3의 물결, 17-18쪽.
자세한 개요 역사는 피터 스턴스, 세계사 백과사전 (2001년 6판), 413–801 페이지를 참조하십시오. 서술 역사는 J. A. S. 그렌빌, 20세기 세계사 (1994) 페이지 3–254.
Schenoni, Luis and Scott Mainwaring (2019). "중남미의 헤게모니 효과와 정권 변화" 민주화. 26(2): 269–287. doi: 10.1080/13510347. 2018.1516754. S2CID 150297685.
연대순으로 포르투갈, 스페인, 라틴 아메리카의 9개의 새로운 민주주의 국가, 폴란드, 헝가리.
헌팅턴, "민주주의의 제3의 물결" (1991) p. 13
Zagorski, Paul W. (2003). "파라과이와 베네수엘라의 민주화 붕괴: 라틴 아메리카에 올 것들의 형태?". Armunds & Society. 30 (1): 87–116. doi:10.1177/0095327X0303000104. S2CID 145056898.
민주주의 지수 2020.
다이아몬드, 래리(2011년 5월 23일). "제4의 물결인가 아니면 거짓 시작인가?". 포린 어페어즈. 2016년 3월 4일 회수.
하워드, 필립 N. (2013). 민주주의의 제4의 물결? 디지털 미디어와 아랍의 봄 (PDF). 옥스퍼드 디지털 정치학 연구. 옥스퍼드 대학 출판부. 2021년 11월 1일 원본(PDF)에서 보관. 2017년 6월 13일 회수.
"국가와 영토". 프리덤 하우스. 2020년 9월 24일 회수.
Ishaan Tharoor (2023년 3월 1일). "민주주의가 죽자 서구는 어깨를 으쓱한다." 워싱턴 포스트. 2024년 4월 4일 검색.

## 추가 읽기
다이아몬드, 래리. 악풍: 러시아의 분노, 중국의 야망, 미국의 안일함으로부터 민주주의 구하기 (2019) [ISBN 실종]
다이아몬드에서 발췌한 "민주주의의 세계적 위기: 중국과 러시아가 자유 정부를 공격하고 강자 통치를 밀어붙이면서 미국은 침묵하고 권위주의의 새로운 흐름이 모여들고 있다" 월스트리트 저널 2019년 5월 17일
다이아몬드, 래리 "민주적 불황에 직면" 민주주의 저널 26.1 (2015): 141-155. 온라인
헌팅턴, 새뮤얼 P. "민주주의의 제3의 물결." 민주주의 저널 2.2 (1991): 12-34. 온라인
헌팅턴, 새뮤얼 P. "20년 후: 제3의 물결의 미래." 민주주의 저널 8.4 (1997): 3–12. 온라인
헌팅턴, 사무엘 P. 제3의 물결: 20세기 후반의 민주화 (U of Oklahoma Press, 1993). [ISBN 실종] [ISBN 실종]
메인워링, 스콧과 페르난도 비차로 "제3파 민주주의의 운명" 민주주의 저널 30#1 (2019년 1월), 99-113 페이지 온라인
Martell, Luke. "세계화 이론의 제3의 물결." 국제학 리뷰 9.2 (2007): 173–196. 온라인
존 마코프; 마코프 존; 존 마코프 교수 (1996년 2월 7일). 민주주의의 물결: 사회 운동과 정치 변화. 파인 포지 프레스. ISBN 978-0-8039-9019-7.
존 마코프, 민주주의의 물결: 사회운동과 정치변화, 제2판(2015).
푸딩턴, 아치, 타일러 로일런스 "2016년 자유의 집 조사: 포퓰리즘과 독재자의 이중적 위협" 민주주의 저널 28.2 (2017): 105–119. 온라인
쉔칸, 네이트, 사라 레푸치 "2018년 자유의 집 조사: 후퇴하는 민주주의" 민주주의 저널 30#2 (2019년 4월) 페이지 100-114 온라인
Zagorski, Paul. W. "파라과이와 베네수엘라의 민주화 붕괴: 라틴 아메리카에서 올 것들의 형태?", Ammands & Society 30#1 (2003): 87-116